# Nord-Arnøya

Nord-Arnøya est une île de la commune de Gildeskål , en mer de Norvège dans le comté de Nordland en Norvège.

## Description
L'île de 2,8 km2 se trouve directement au nord de Sør-Arnøya, séparée par l'Arnøysundet. Il y a un pont de 100 m de long reliant les îles. Il y a un petit village de pêcheurs sur le côté ouest de l'île (également appelé Nordarnøya).

## Galerie

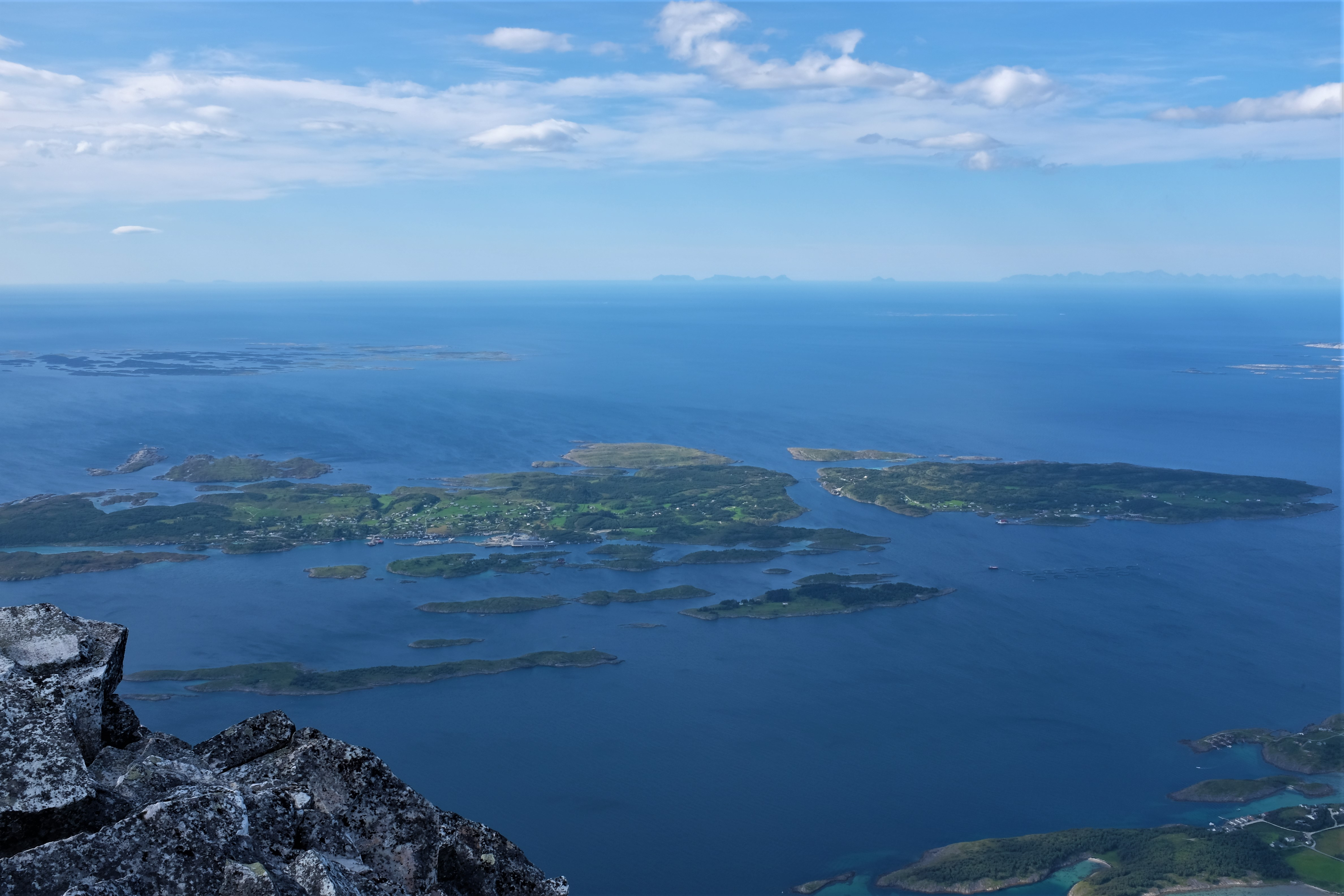
Sør-Arnøya et Nord-Arnøya
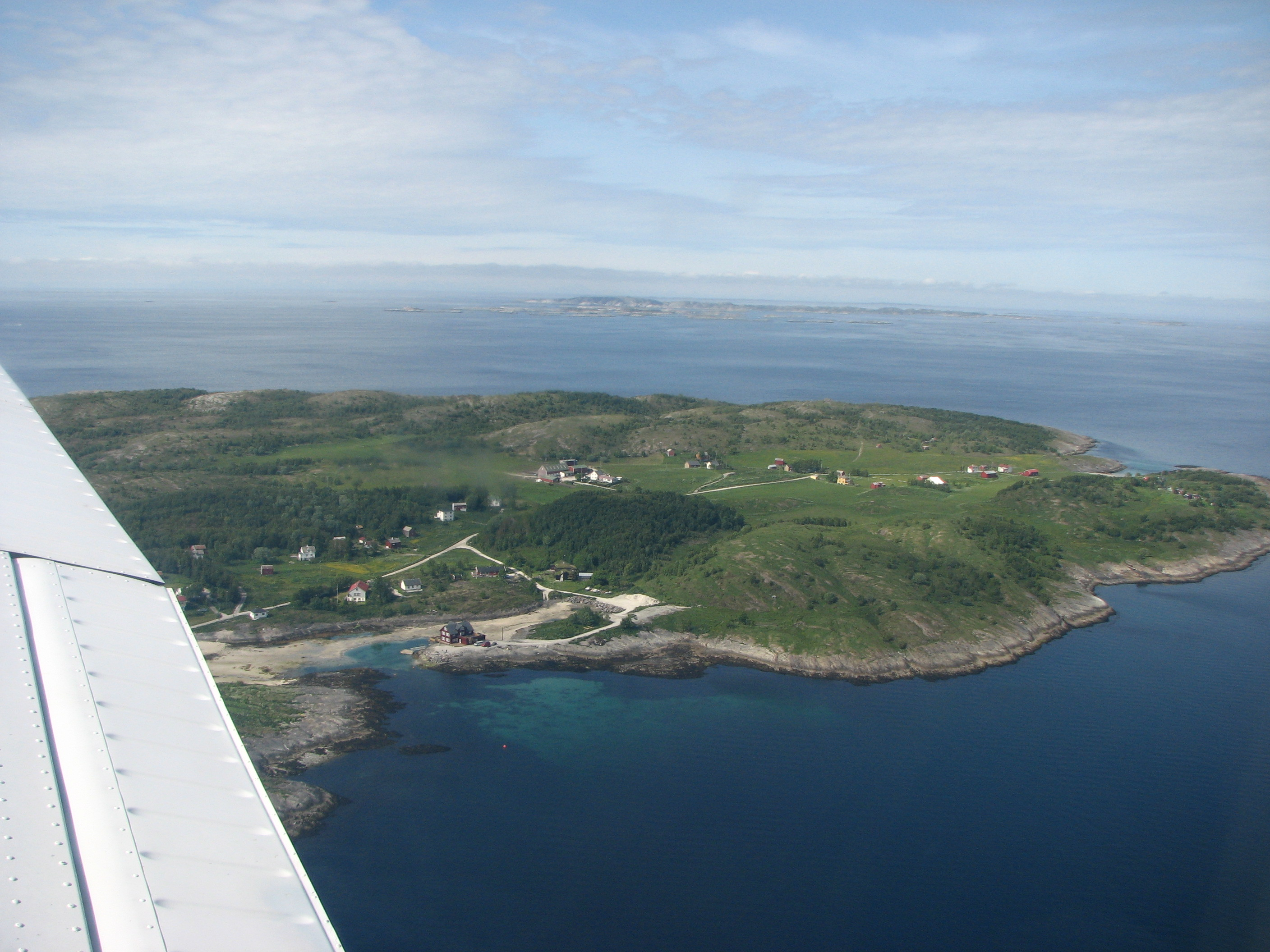
Nord-Arnøya (Vue d'avion)
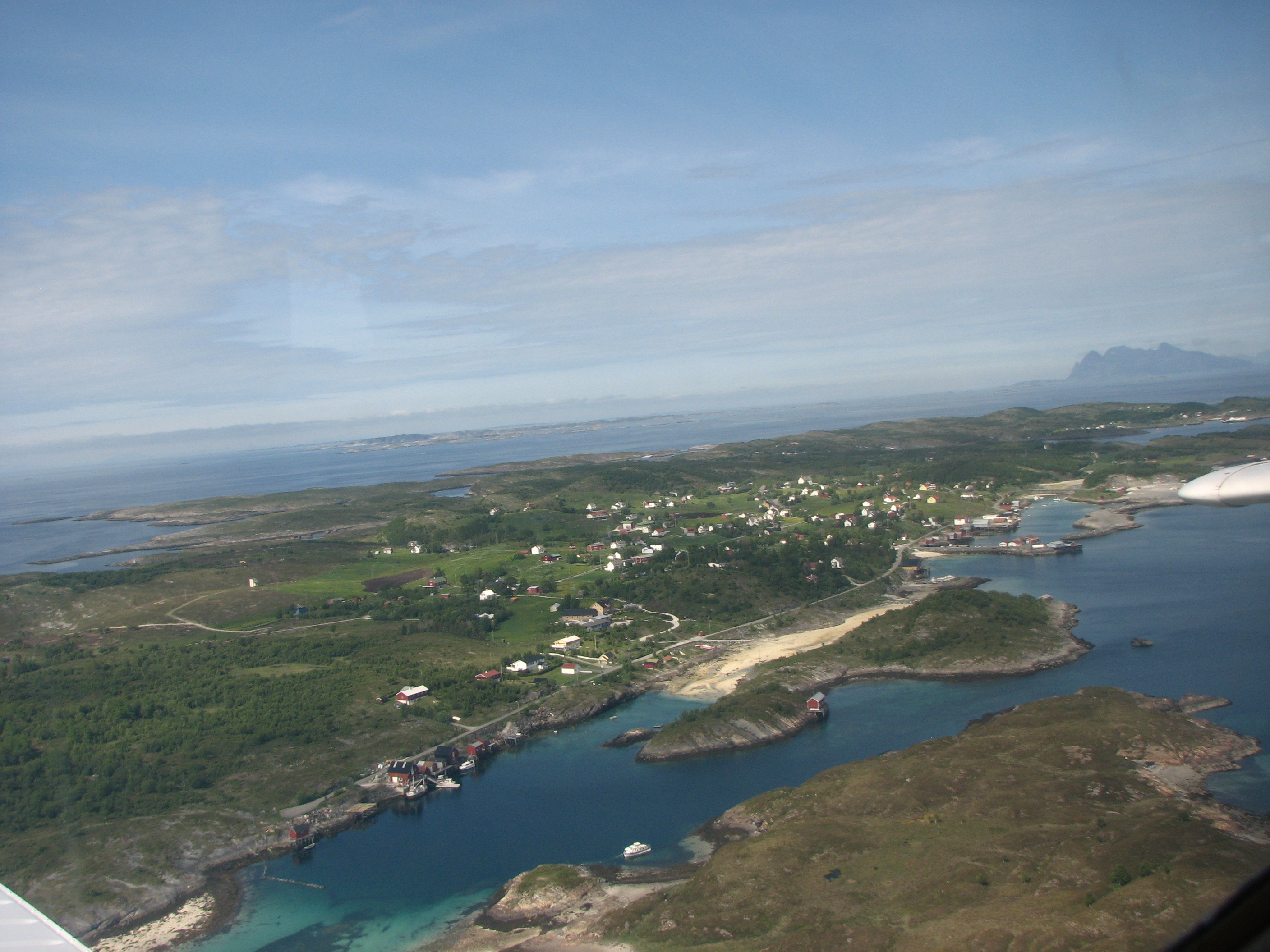
Sør-Arnøya